# Saison 1 des Contes de la crypte
Chronologie
Saison 2
Cet article présente le guide de la première saison de la série télévisée Les Contes de la Crypte.

## Épisodes

### Épisode 1:Le Bourreau en mal d'exécuter
- États-Unis : 10 juin 1989 sur HBO
- France : 25 février 1993 sur M6

- Bill Sadler (Niles Talbot)
- Gerrit Graham (Theodore Carne)
- J.W. Smith (Charley Ledbetter)
- Roy Brocksmith (Vic)
- David Wohl (Directeur Havers)
- Mimi Kennedy (La femme amoureuse)

### Épisode 2:Nuit de Noël pour femme adultère
- États-Unis : 10 juin 1989 sur HBO
- France : 25 février 1993 sur M6

- Larry Drake (Père Noël)
- Mary Ellen Trainor (La femme au foyer)
- Marshall Bell (Le mari)
- Lindsay Whitney Barry (Carrie Ann)

### Épisode 3:Ulric et les neuf vies du chat
- États-Unis : 10 juin 1989 sur HBO
- France : 25 février 1993 sur M6

- Joe Pantoliano (Ulric)
- Robert Wuhl (Barker)
- Kathleen York (Coralee)
- Gustav Vintas (Dr. Emil Manfred)

### Épisode 4:Beauté meurtrière
- États-Unis : 14 juin 1989 sur HBO
- France : 13 juillet 1995 sur M6[1]

- Lea Thompson (Sylvia Kane)
- Brett Cullen (Ronnie Price)

### Épisode 5:L'Amour parfait
- États-Unis : 21 juin 1989 sur HBO
- France : 13 juillet 1995 sur M6[1]

- Amanda Plummer (Peggy)
- Stephen Shellen (Charles)
- Richard Eden (Allen)

### Épisode 6:La Collection
- États-Unis : 28 juin 1989 sur HBO
- France : 13 juillet 1995 sur M6[1]

- Audra Lindley (Anita)
- M. Emmet Walsh (Jonas)